# Rebirth (Футурама)
Rebirth (рус. «Перерождение») — первый эпизод шестого сезона мультсериала «Футурама». Североамериканская премьера этого эпизода состоялась 24 июня 2010 года. Этот эпизод был первым, который подчеркнул новый логотип 30th Century Fox в 75-летний юбилей телеканала.

## Сюжет
Спасаясь от Зеппа Браннигана в конце «Футурама: В дикие зелёные дали», герои попадают в червоточину, не зная, смогут ли они вернуться назад. Но выясняется, что они попали в главную торговую червоточину Галактики и, подбитые кораблём «Нимбус» и потерявшие управление, с большой скоростью летят к Земле. Благодаря спасательной капсуле Профессор Фарнсворт отделался лёгким сотрясением мозга, Фрай — только вставшими дыбом волосами и ожогами по всему телу. От других же членов команды остались лишь головы и кости. Но Профессор всегда найдёт решение: его новое изобретение поможет оживить всех героев. Однако не всех удалось оживить без проблем: у Бендера не работает источник питания, Лилу не удалось привести в сознание.
Источник питания Бендера удалось восстановить с помощью одной из «машин судного дня» профессора, но её мощность избыточна, и Бендеру нужно постоянно двигаться и танцевать, иначе он взорвётся. Фрай, расстроенный комой Лилы, решает сделать робота, похожего на неё. Ему помогает в этом Гермес, сумевший синтезировать образ Лилы из записей камер видеонаблюдения. Лила получается вполне достоверной, хотя её не узнаёт Нибблер. Копия Лилы долго не может смириться с тем, что она — всего лишь робот. Тем временем, оставив бесплодные попытки вывести настоящую Лилу из комы, Профессор решил её похоронить, как завещала она сама: отдать её тело на растерзание гигантскому циклопоеду. Однако во время похорон наглость Бендера приводит её в сознание. Более того, Лила вне себя от того, что её робокопия пришла на её похороны в майке. Копия и оригинал долго не могут поладить, из-за чего Фрая попросили пристрелить робокопию, пока две Лилы не покалечат друг друга и не разгромят Planet Express. Фрай не сумел отличить, где настоящая Лила, а где копия, и случайно попал в себя. Как оказалось, он сам — всего лишь робокопия, которую создала Лила, потому что Профессору не удалось оживить Фрая, так как от него остались лишь волосы с головы. Однако настоящий Фрай ожил, просто он перерождался дольше всех.
Тем временем Бендеру надоела постоянная движуха, и он отказывается танцевать. Все замерли в ожидании взрыва, но в здание врывается гигантский пожиратель циклопов. Он принимает Бендера за одноглазого, так как у него от перегрузки второй глаз выпал, и съедает его. Внутри пожирателя циклопов у Бендера взрывается «машина судного дня», убив циклопа. Сам Бендер остался жив.
Так как никому больше не грозит опасность, осталось разобраться, что делать с двумя Фраями и двумя Лилами. Как оказалось, робокопии были рады расстаться с бутафорской кожей и уйти жить отдельно. В честь того, что всё разрешилось благополучно, команда Planet Express решает устроить вечеринку с танцами (Бендер в восторге). Когда все ушли, из машины перерождения появился Зепп, которого Профессор не собирался оживлять, но он всё же как-то попал в машину.

## Появление
- 9 июня 2009 года 20th Century Fox заявили, что Comedy Central выкупили шоу для 26 новых получасовых серий, которые будут показывать в середине 2010 года. Озвучка персонажей останется практически без изменений. Также объявлялось, что данная серия будет идти час, однако на самом деле продолжительность серии — стандартные 20 минут.